# Bulbophyllum congestiflorum
Bulbophyllum congestiflorum är en orkidéart som beskrevs av Henry Nicholas Ridley. Bulbophyllum congestiflorum ingår i släktet Bulbophyllum och familjen orkidéer.
Artens utbredningsområde är Sumatera. Inga underarter finns listade i Catalogue of Life.